# Wojciech Siemion

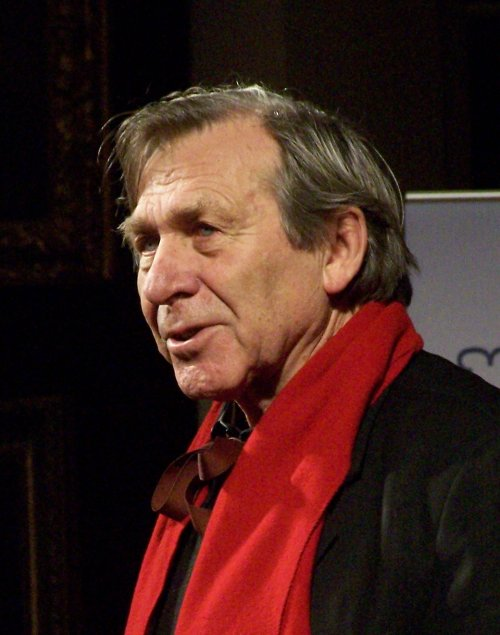
Wojciech Siemion (2008)

Wojciech Siemion (* 30. Juli 1928 in Krzczonów, Woiwodschaft Lublin; † 24. April 2010 in Warschau) war ein polnischer Schauspieler.
Wojciech Siemion wurde in dem Dorf Krzczonów geboren, wo sein Vater als Dorfschullehrer tätig war. Er gab sein Theaterdebüt 1946 und studierte von 1947 bis 1950 Jura an der Maria-Curie-Skłodowska-Universität in Lublin. 1951 schloss er ein Schauspielstudium an der PWST in Warschau ab und erhielt im gleichen Jahr seine erste kleine Filmrolle in Załoga von Jan Fethke. Zwei Jahre später spielte er unter der Regie von Leonard Buczkowski in Przygoda w Mariensztacie seine zweite Rolle. Der Film war der erste polnische Farbfilm. Weitere wichtige Filme im Laufe seiner Karriere waren Zezowate szczęście (1960) von Andrzej Munk, Kierunek Berlin (1968) von Jerzy Passendorfer, Das gelobte Land (1975) von Andrzej Wajda und Przedwiośnie (2001) von Filip Bajon. Er spielte außerdem in den populären polnischen Fernsehserien Wojna Domowa von Jerzy Gruza und Vier Panzersoldaten und ein Hund. Er war außerdem seit 1958 als Synchronsprecher tätig. Seine letzte Arbeit als Synchronsprecher war die Stimme für die Rolle des Carl Fredricksen in der polnischen Version von Oben.
Seine Theaterlaufbahn begann noch als Schauspielstudent am Theater in Kalisz. Nach seiner Ausbildung erhielt er sein erstes Engagement am Teatr Polski in Stettin, kehrte aber nach einer Saison nach Warschau zurück, wo er seitdem mit einigen Theatern verbunden war. 1972 gründete er das Theater Stara Prochownia in Warschau, wo er spielte und Regie führte. Seit 2002 fördert dieses Theater unter dem Namen Stara ProchOFFnia junge Off-Theater-Inszenierungen. Er war außerdem als Pädagoge an der Warschauer PWST tätig. In den 1960er Jahren trat er als Kabarettist in den Ensembles STS und Pod Egidą auf.
Am 22. April 2010 erlitt Wojciech Siemion bei einem Autounfall in der Nähe von Sochaczew schwere Verletzungen, an denen er am 24. April 2010 verstarb.

## Filmografie (Auswahl)
- 1952: Junge Matrosen (Załoga)
- 1954: Abenteuer in Marienstadt (Przygoda na Mariensztacie)
- 1955: Die Männer vom Blauen Kreuz (Błękitny krzyż)
- 1958: Eroica
- 1959: Attentat (Zamach)
- 1960: Das schielende Glück (Zezowate szczęście)
- 1962: Mord ohne Sühne
- 1962: Morgen: Premiere (Jutro premiera)
- 1963: Die abgerissene Brücke (Zerwany most )
- 1963: Das schwarze Kleid (Czarne skrzydła)
- 1964: Fackeln im Wald (Barwy walki)
- 1965: Salto
- 1965: Das Leben noch einmal (Życie raz jeszcze)
- 1966: Vier Panzersoldaten und ein Hund (Czterej pancerni i pies, Fernsehserie, 1 Folge)
- 1966: Hölle und Himmel (Pieklo i niebo)
- 1969: Richtung Berlin (Kierunek Berlin)
- 1969: Die letzten Tage (Ostatnie dni)
- 1970: Die Fähre (Prom)
- 1973: Ungewöhnliche Karriere (Poszukiwany, poszukiwana)
- 1975: Das gelobte Land (Ziemia obiecana)
- 1977: Wolna sobota (Freier Samstag)
- 1978: Was tust du mir, wenn du mich fängst? (Co mi zrobisz, jak mnie złapiesz)
- 1992: Die Abfahrt (Odjazd)